# Sanjay Kapoor
Sanjay Kapoor (Bombay, 17 oktober 1965) is een Indiaas acteur en filmproducent die voornamelijk in de Hindi filmindustrie werkt.

## Biografie
Kapoor werd geboren als de zoon van filmproducent Surinder Kapoor, hij heeft nog twee oudere broers, filmproducent Boney Kapoor en acteur Anil Kapoor, met het laatst genoemde was hij te zien in Mubarakan. Kapoor maakte zijn debuut in 1995 met Prem, een film dat sinds 1989 in productie was. Zijn tweede film Raja werd een succes, zijn opvolgende films met hem als hoofdrolspeler waren minder succesvol. Zijn rol als psychotische echtgenoot in Koi Mere Dil Se Poochhe werd positief ontvangen. Hij vervolgde zijn carrière in het spelen van ondersteunende rollen en in televisie,- en webseries. Ook richtte hij zich op filmproductie, zijn eerste geproduceerde film was Tevar (2015) met in de hoofdrol zijn neefje Arjun Kapoor.

## Filmografie

### Films
| Jaar | Film                              | Rol                       | Opmerking                  |
| ---- | --------------------------------- | ------------------------- | -------------------------- |
| 1995 | Prem                              | Shantanu/ Sanjay Verma    |                            |
| 1995 | Raja                              | Raja                      |                            |
| 1995 | Kartavya                          | Karan Singh               |                            |
| 1996 | Beqabu                            | Raja Verma                |                            |
| 1997 | Mohabbat                          | Gaurav M. Kapoor          |                            |
| 1997 | Auzaar                            | Yash Thakur               |                            |
| 1997 | Zameer: The Awakening of a Soul   | Kishan                    |                            |
| 1997 | Mere Sapno Ki Rani                | Vijay Kumar               |                            |
| 1999 | Sirf Tum                          | Deepak                    |                            |
| 2001 | Chhupa Rustam: A Musical Thriller | Raja/ Nirmal Kumar Chinoy |                            |
| 2002 | Koi Mere Dil Se Poochhe           | Dushyant                  |                            |
| 2002 | Soch                              | Raj Matthews              |                            |
| 2002 | Shakti: The Power                 | Shekhar                   |                            |
| 2003 | Qayamat: City Under Threat        | Abbas Ramani              |                            |
| 2003 | Darna Mana Hai                    | Sanjay                    |                            |
| 2003 | Kal Ho Naa Ho                     | Abhay                     | gastoptreden               |
| 2003 | LOC Kargil                        | Maj. Deepak Rampal        |                            |
| 2004 | Jaago                             | Shrikant                  |                            |
| 2004 | Julie                             | Rohan                     |                            |
| 2005 | Anjaane – The Unknown             | Aditya Malhotra           |                            |
| 2006 | Unns: Love...Forever              | Rahul Malhotra            |                            |
| 2007 | Dosh                              | Avi                       |                            |
| 2009 | Luck By Chance                    | Ranjit Rolly              |                            |
| 2009 | Kirkit                            | I.M. Romeo                |                            |
| 2010 | Prince                            | officier Ali Khan         |                            |
| 2014 | Kahin Hai Mera Pyar               | Rahul Kapoor              |                            |
| 2014 | Tevar                             |                           | producent                  |
| 2015 | Shaandaar                         | Harry Fundwani            |                            |
| 2017 | Mubarakan                         | Avtar Singh Bajwa         | gastoptreden               |
| 2018 | Lust Stories                      | Salman                    | Dibakar Banerjee's verhaal |
| 2019 | Seetharama Kalyana                | Dokter Shankar            | Kannada film               |
| 2019 | Mission Mangal                    | Sunil Shinde              |                            |
| 2019 | The Zoya Factor                   | Vijayendra Singh Solanki  |                            |
| 2019 | Bedhab                            | Yamraj                    |                            |
| 2019 | Mumbhaii Gangster                 | Avi                       |                            |
| 2020 | Zindagi inShort                   | Sharad Sahay              | verhaal Sleeping Partners  |
| 2021 | Friction                          | Rahul Khanna              | korte film                 |
| 2023 | Bloody Daddy                      | Hameed Shaikh             |                            |
| 2024 | Merry Christmas                   | Ronnie Fernandes          |                            |
| 2024 | Murder Mubarak                    | Rannvijay Singh           |                            |
| 2025 | Sikandar                          | vader van Nisha           |                            |

### Webseries
| Jaar | Serie                                  | Rol              | Platform           |
| ---- | -------------------------------------- | ---------------- | ------------------ |
| 2020 | The Gone Game                          | Rajeev Gujral    | Voot               |
| 2020 | Fabulous Lives of Bollywood Wives (S1) | zichzelf         | Netflix            |
| 2021 | The Last Hour (S1)                     | agent Arup Singh | Amazon Prime Video |
| 2022 | The Fame Game                          | Nikhil More      | Netflix            |
| 2022 | Fabulous Lives of Bollywood Wives (S2) | zichzelf         | Netflix            |
| 2023 | Made in Heaven (S2)                    | Ashok Malhotra   | Amazon Prime Video |
| 2024 | Fabulous Lives vs Bollywood Wives (S3) | zichzelf         | Netflix            |